# برينتون بوين
برينتون بوين (بالإنجليزية: Brenton Bowen)‏ هو لاعب دوري الرغبي أسترالي، ولد في 21 مايو 1983 في كيرنز في أستراليا.